# Арона (Новара)
Арона (итал. Arona) је насеље у Италији у округу Новара, региону Пијемонт.
Према процени из 2011. у насељу је живело 12970 становника. Насеље се налази на надморској висини од 213 м.

## Становништво
Према резултатима пописа становништва 2011. у општини је живело 14.195 становника.
| 1936. | 1951.  | 1961.  | 1971.  | 1981.  | 1991.  | 2001.  | 2011.  |
| ----- | ------ | ------ | ------ | ------ | ------ | ------ | ------ |
| 8.933 | 10.157 | 11.905 | 15.759 | 16.382 | 15.543 | 14.310 | 14.195 |

## Партнерски градови
- Компјењ
- Хуј
- Арона